# Guiméyo
Guiméyo est une localité située au sud-ouest de la Côte d'Ivoire, appartenant au département de Soubré, dans la Région du Bas-Sassandra. La localité de Guiméyo est un chef-lieu de commune.
Guiméyo est un village de l’ethnie bété. Guiméyo signifie en bété « les enfants de Guimê ».
1. ↑  (fr) Décret n° 2005-314 du 6 octobre 2005 portant création de cinq cent vingt (520) communes.